# آل حسن
آل حسن، حسنیان، بنی حسن یا سادات حسنی فرزندان و نوادگان حسن بن علی بن ابیطالب، امام دوم شیعیان و یکی از شاخه‌های علوی هاشمیان هستند. در پی روی کار آمدن عباسیان اینان ضمن ابراز ناخرسندی، با حکومت مخالفت ورزیدند و جنبشی اجتماعی را بنا نهادند. شروع این جنبش با عبدالله بن حسن بن حسن معروف به حسن مثنیٰ بود که ادعای مهدویت کرد و پسرش محمد را شایسته خلافت دانست. نتیجتاً پنج حرکت سیاسی در طول سال‌های ۱۳۲ تا ۱۷۶ هجری علیه عباسیان شکل گرفت که ماهیت این حرکات، قدرت طلبانه و دارای انگیزه‌های ارزشی و گاهی برخاسته از احساس بود و در قالب مهدویت، نظرات اصلاحی و شعار اجرای دستورهای اسلام به دلیل ناشایسته دانستن حکومت طرح شد. با وجود شکست همه جز یکی از این قیامها علاوه بر اینکه عباسیان را به تلاش برای مشروعیت یابی واداشت، موفق شد ضمن برجای گذاری نتایج مختلف در جامعه به ویژه برای علویان و پیروانشان، آغازکننده حرکتهای سیاسی علویان علیه حکومت و درگیری‌های نظامی علوی ـ عباسی در قرن دوم هجری و قرون بعد شود که منجر به تشکیل دولت علوی شد.
از جمله بزرگان حسنیان عبارت اند از:
1. «زید بن حسن»
2. «حسن بن حسن» معروف به حسن مثنی، او همسر فاطمه دختر امام سوم، حسین بود. فرزندان او در دوره عباسی قیام کردند.
3. «عبدالله محض» و فرزندانش،
4. محمد بن عبدالله نفس زکیه،
5. حسن مثلث فرزند حسن مثنی
6. ابراهیم غَمر فرزند حسن مثنی
7. فاطمه دختر امام حسین
8. حسین بن علی فرمانده نبرد فخ